# 迈约拉
迈约拉（法語：Mailholas）是法国上加龙省的一个市镇，属于米雷区（Muret）尔约沃尔韦斯特尔县（Rieux-Volvestre）。该市镇总面积2.94平方公里，2009年时的人口为40人。

## 人口
迈约拉人口变化图示